# Volkshogeschool Åland
De Volkshogeschool Åland (Zweeds: Ålands folkhögskola, informeel ook wel Folkis genoemd) is een volkshogeschool in de Zweedstalige autonome Finse regio Åland. Er is plaats voor 70 studenten. De school verzorgt met name volwassenenonderwijs, maar ook cursussen gericht op jongeren, op tal van terreinen, variërend van creatieve cursussen en taalcursussen voor nieuwkomers tot beroepsopleidingen zoals een basis-politietraining.

## Geschiedenis
De school is gevestigd in het gehucht Strömsvik in de gemeente Finström. In 1854 begon op deze plaats een navigatietraining, op initiatief van de priester Frans Peter von Knorring, die het onderwijs in Åland introduceerde. Rond het jaar 1890 ontstonden in Finland diverse volkshogescholen, en in de zomer van 1889 nam de Ålandse auteur en professor Mathilda Asp het initiatief voor een benefietfeest in de kasteelruïne Kastelholm, waar ze pleitte voor een volkshogeschool op Ålandse bodem. De opbrengst van dit feest werd gebruikt voor de oprichting hiervan. Op 5 november 1894 werd een aanvraag om de hogeschool op te richten, goedgekeurd door de senaat. In 1895, twintig jaar na de dood van von Knorring, werd de volkshogeschool officieel gesticht. Na een start in een gebouwtje in Jomala werd in het voorjaar van 1898 het huidige hoofdgebouw ingehuldigd, ontworpen door de Finse architect en planoloog Bertel Jung. De grond was geschonken door de eerste directeur van de school en latere Finse politicus, Karl Julian Karlsson. Aanvankelijk werd er alleen les gegeven aan meisjes; in 1910 kwam een jongensinternaat gereed. Anno 2023 staan er na vele verbouwingen en uitbreidingen zeven gebouwen.
Tijdens de strijd om zelfbestuur tijdens het eind van de Eerste Wereldoorlog was het een spiritueel centrum voor de strijd van de Ålanders om zich los te maken van de Russische bezetter en weer deel uit te gaan maken van Zweden. Vertegenwoordigers van alle gemeenten in Åland kwamen hier op 20 augustus 1917 bijeen om een hereniging met het oude moederland te bespreken, toen de macht van Rusland tanende was vanwege de Russische Revolutie. Deze bijeenkomst was het startpunt voor de Ålandbeweging, die gericht was op de bevrijding van Åland en de hereniging met Zweden.

### Gedenksteen

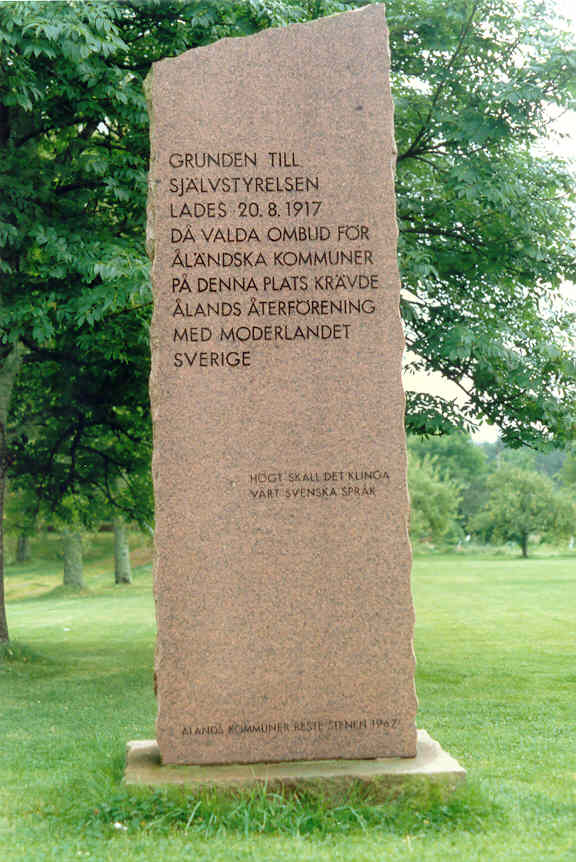
Gedenksteen

Een gedenksteen van Ålands graniet voor het hoofdgebouw die in 1967 geplaatst werd herinnert hieraan. De tekst op de steen luidt:
Grunden till självstyrelsen lades 20.8.1917
Då valda ombud för Åländska kommuner på denna plats krävde Ålands återförening med moderlandet Sverige
Högt skall det klinga värt Svenska språk.
Nederlandse vertaling:
"De grondslag voor zelfbestuur werd gelegd op 20 augustus 1917. Toen eisten de vertegenwoordigers van de Ålandse gemeenten hier de hereniging van Åland met het moederland Zweden op.
Luid zal het onze Zweedse taal laten klinken."